# Nils Neuber
Nils Neuber (* 1966) ist ein deutscher Sportpädagoge und Hochschullehrer.

## Leben
Neuber studierte an der Universität Göttingen Sportwissenschaft, Pädagogik und Geschichte, 1994 erlangte er an der Deutschen Sporthochschule Köln (DSHS) seinen Diplom-Abschluss und war danach als Freiberufler für Vereine und Verbände, Schulen und Hochschulen tätig. 1999 erlangte er an der DSHS die Doktorwürde, in seiner Dissertation hatte er sich mit „Kreativer Bewegungserziehung in der Primarstufe“ beschäftigt. Zwischen 1999 und 2006 war Neuber an der Fakultät für Sportwissenschaft der Ruhr-Universität Bochum als wissenschaftlicher Mitarbeiter und Assistent beschäftigt. 2006 legte er seine Habilitation („Entwicklungsförderung im Jugendalter - Theoretische Grundlagen und empirische Befunde aus sportpädagogischer Perspektive“), die mit dem Wissenschaftspreis des Deutschen Olympischen Sportbundes ausgezeichnet wurde. Ebenfalls 2006 trat er am Institut für Sportwissenschaft der Westfälischen Wilhelms-Universität Münster eine Professur für Bildung und Unterricht im Sport an, 2016 wurde er geschäftsführender Direktor des Instituts für Sportwissenschaft sowie Studiendekan im Fachbereich Psychologie und Sportwissenschaft. Von 2012 bis 2016 war er Mitherausgeber der Zeitschrift für sportpädagogische Forschung.
2017 erhielt Neuber den erstmals ausgeschriebenen Ars legendi-Fakultätenpreis Sportwissenschaft, der vom Stifterverband für die Deutsche Wissenschaft, dem Fakultätentag Sportwissenschaft und der Deutschen Vereinigung für Sportwissenschaft vergeben wird. 2022 wurde er mit dem Landespreis „Sportwissenschaft Nordrhein-Westfalen“ im Bereich „Sozial-, Bildungs- und Kulturwissenschaften“ ausgezeichnet.
Neubers Forschungstätigkeiten umfassen unter anderem die Themengebiete Bildungs- und Unterrichtsforschung, Entwicklungsförderung, Jungenförderung, Informelles Lernen und Ganztagsbildung durch Bewegung sowie den Komplex Spiel und Sport.